# Paraplyön

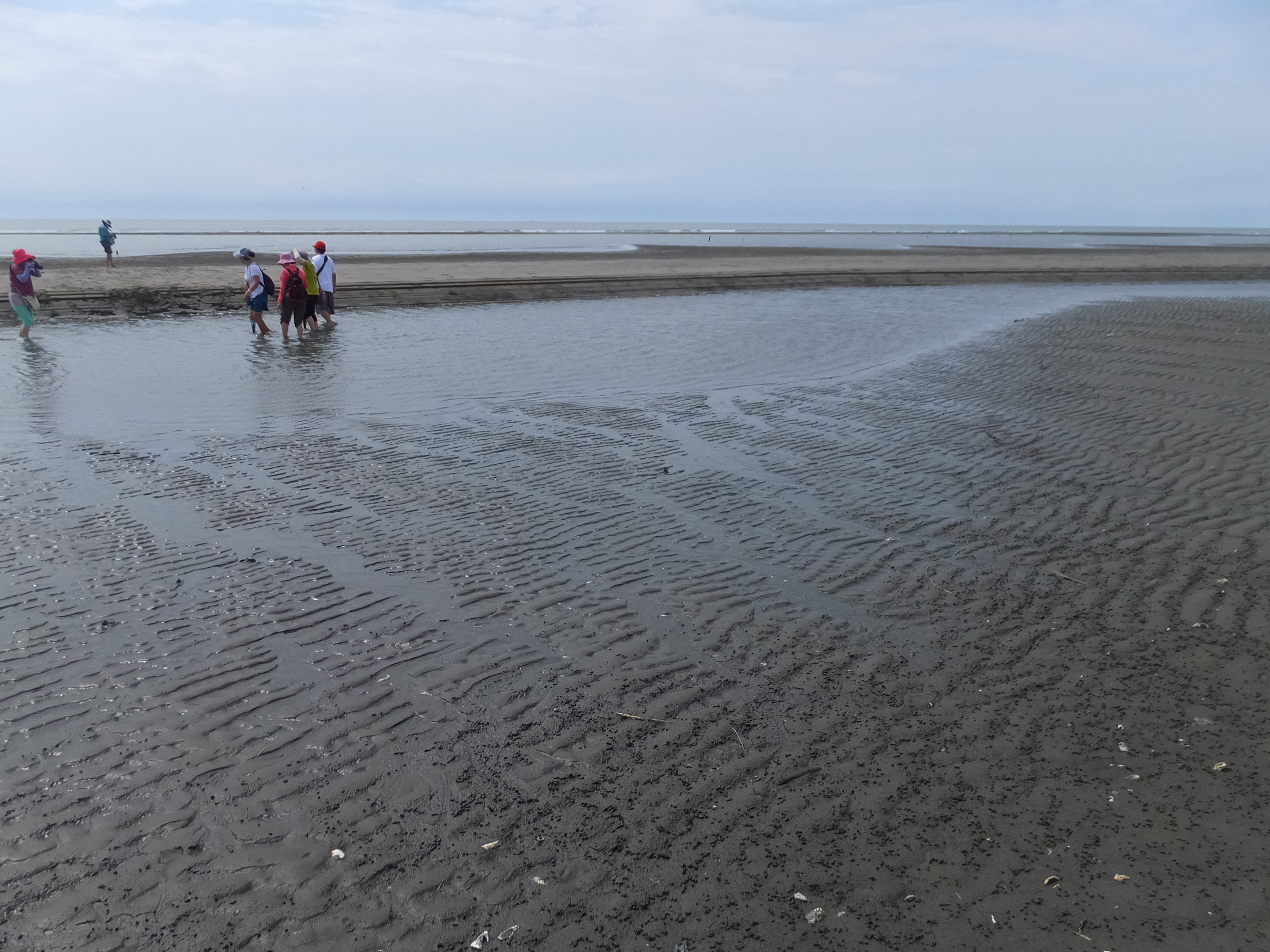
Paraplyön.

Paraplyön (engelska Umbrella island, mandarin: 外傘頂洲 (Wài sǎn dǐng zhōu), är en sandö som är belägen öster om Jiayi i Taiwan. Ön förflyttar sig söderut av naturliga skäl. Ön har även kallats Sasakiön. Ön är Taiwans största sandrev och är cirka 100 hektar stor. Den tillhör Yunlin County och Jiayi County (ön flyttar sig in i Jiayi Counry, i riktning mot Tainan County). Man kan besöka ön med turistfärja.
Koordinaterna för ön under år 2020 är: 23°29′21.1″N 120°04′42.7″E